# Makao (gra karciana)
Makao – gra karciana, w której może uczestniczyć praktycznie dowolna liczba uczestników. Stosownie do tej liczby należy (według uznania) rozgrywać grę odpowiednią liczbą talii. Dla 2–4 graczy zwykle wystarcza jedna talia 52 kart (od dwójek do asów).
Nazwa pochodzi od portugalskiej kolonii w Chinach, Makau, a jej zasady zbliżone są do gry UNO. Gra ta jest znana również poza Polską, a zasady różnią się w zależności od kraju. Podobnie i w Polsce gra ta nie posiada jednolitych reguł – różnice wynikają zwykle z regionalizacji (sposobu gry w makao na danym obszarze) bądź też ze źródła poznania zasad np. z internetu, książek itd. Różnice zwykle dotyczą tylko szczegółowych pojęć i funkcji kart, a podstawowe zasady i cel są wszędzie praktycznie takie same.

## Zasady
Gracze ustalają kolejność, w jakiej będą zagrywać, ale zwykle jest ona zgodna z ruchem wskazówek zegara. Każdy z graczy otrzymuje po 5 losowo wybranych kart, które powinien trzymać w taki sposób, aby przeciwnicy nie mogli ich poznać. Z pozostałych kart wykłada się pierwszą w sposób widoczny dla wszystkich graczy, lecz nie może być to karta funkcyjna. Zwykle odkrywa się karty aż do wyłożenia niefunkcyjnej.
Ogólna zasada polega na porównaniu własnych kart z kartą leżącą na stole. Jeśli gracz ma jakąś kartę, która odpowiada kolorem lub figurą karcie leżącej na stole, może wyłożyć tę kartę, zakrywając leżącą na wierzchu. Przykładowo, jeśli na stole leży karta 5♣️️ to gracz mający 5♥️️ 10♣️️ W♠️️ K♥️️ 2♦️ może położyć 5♥️️ albo 10♣️️. Jeżeli gracz nie może (ewentualnie nie chce) dołożyć pasującej karty, to musi zamiast tego dobrać jedną z kart z talii. Gracz może wyłożyć naraz przynajmniej jedną kartę z tą samą figurą albo tym samym kolorem (na spodzie musi być ta, która pasuje do poprzedniej). Teoretycznie przy grze jedną talią można tak wyłożyć nawet 6 lub 7 kart w zależności od liczby jokerów w talii (2 lub 3), w takiej sytuacji gracz może zagrać np. 4 damy plus 2 lub 3 jokery. Jeśli pobrana przez gracza karta pasuje do leżącej na stosie, to gracz może od razu ją na ten stos odłożyć (zgodnie z zasadą „pierwsza karta ratuje”). Gdy gracz wyłoży „ratującą kartę”, może mieć możliwość (w zależności od wariantu reguł) zagrać wraz z nią jedną lub kilka z ręki, np. wyrzucić ratującą szóstkę wraz z inną szóstką.
Oddając swoją przedostatnią kartę gracz musi wypowiedzieć słowo „makao”. Jeśli tego nie zrobi, a przeciwnicy w jakikolwiek sposób to zauważą i poinformują o tym („stop makao”), gracz taki musi pobrać 5 kart z talii.
Kończąc grę można położyć dwie, trzy lub cztery takie same karty. Wówczas zależnie od przyjętej zasady, należy wypowiedzieć formułę „makao i po makale” lub formuły można nie wypowiadać wcale.
Jeżeli wszystkie karty w stosie skończą się, stos kart dokładanych przez graczy powinien zostać przetasowany i odwrócony tak, aby w stosie była tylko jedna karta (ta sama, która była u góry stosu przed przetasowaniem).
Wygrywa ten gracz, który jako pierwszy pozbędzie się wszystkich swoich kart. Pozostali gracze kontynuują grę o miejsce drugie, trzecie itd.

### Karty funkcyjne

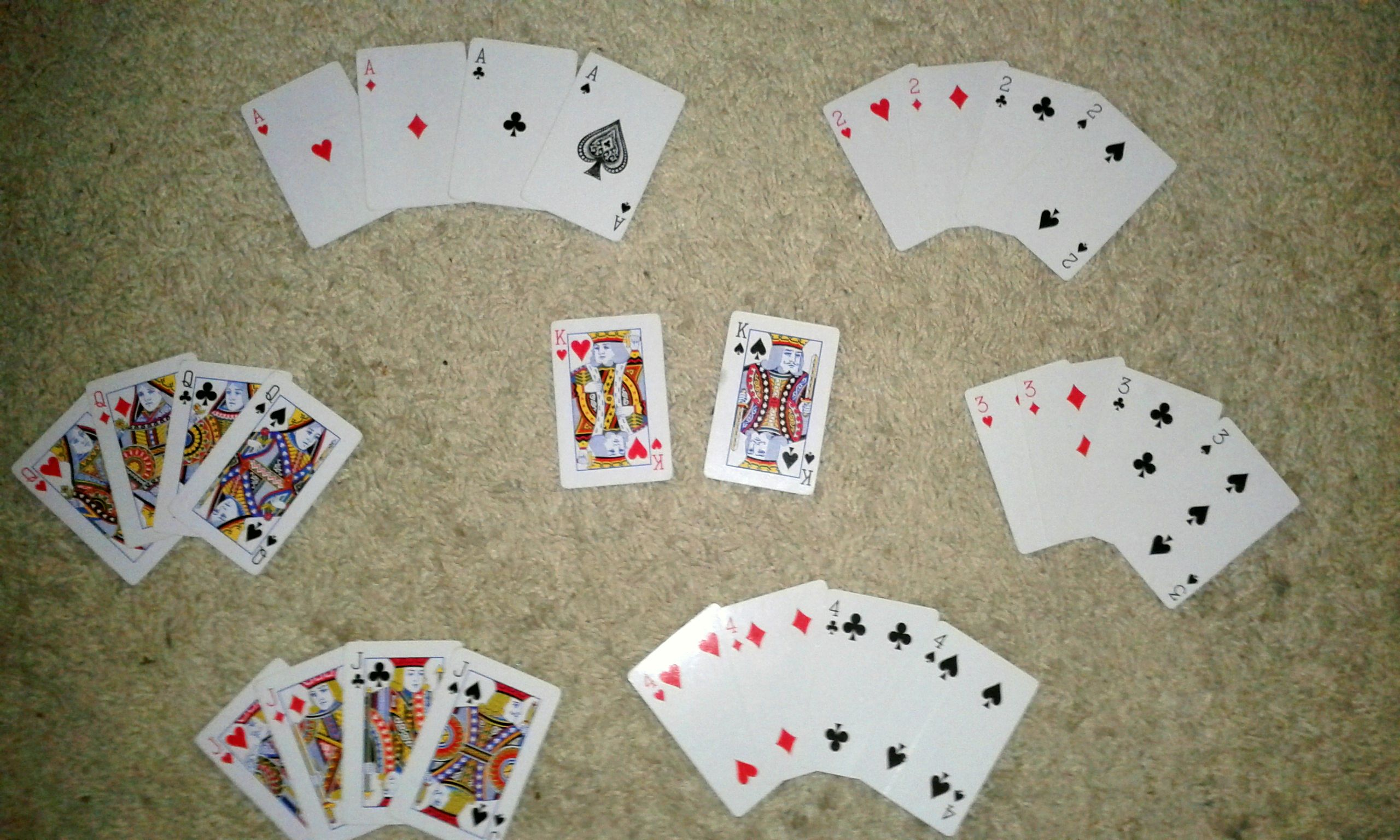
Karty funkcyjne: asy, dwójki, trójki, czwórki, walety, damy, i.

- 2♠️️ 2♥️️ 2♣️️ 2♦️ 3♠️️ 3♥️️ 3♣️️ 3♦️ – kolejny gracz dobiera dwie/trzy karty (w zależności od liczby oczek). W przypadku gdy kolejny gracz również posiada dwójkę/trójkę, może wyłożyć ją, w ten sposób zmuszając kolejnego gracza do pobrania sumy wartości leżących kart (przy czym kolejny gracz również może wyłożyć dwójkę/trójkę itd.). W najgorszym przypadku gracz musiałby dobrać 29 kart (cztery dwójki [8 kart] + cztery trójki [12 kart] + 3 jokery za trójki [9 kart]).

- 4♠️️ 4♥️️ 4♣️️ 4♦️ – kolejny gracz czeka jedną kolejkę. Żeby się obronić, należy położyć inną czwórkę, wówczas liczba kolejek sumuje się i trafia do następnego gracza. Na zablokowanym graczu nie działają karty funkcyjne (działanie podejmowane jest na następnym z kolei graczu).

- W♠️️ W♥️️ W♣️️ W♦️ – gracz może żądać kart według ich wartości (tylko i wyłącznie kart niefunkcyjnych). Nie można kłaść damy według zasady „dama na wszystko, wszystko na damę”. Żądanie danej karty przez waleta obowiązuje całą następującą kolejkę (włącznie z graczem zagrywającym waleta) i może być zmienione tylko poprzez rzucenie innego waleta (przebicie żądania na inną kartę lub nie żądanie żadnej karty).

- D♠️️ D♥️️ D♣️️ D♦️ – zasada „dama na wszystko, wszystko na damę” oznacza możliwość wyłożenia damy na każdą kartę, bez względu na kolor i wartość (niekiedy: chyba że leżąca karta to uniemożliwia, gdyż jest funkcyjna) jak i wyłożenia dowolnej karty na leżącą damę. Ponadto w niektórych wersjach obowiązuje zasada D♠️️ (lub też dodatkowo D♥️️) powstrzymującej działanie króli bitnych lub też wszystkich kart funkcyjnych.

- „króle bitne” K♥️️ K♠️️ - są to dwa króle, które powodują, że w zależności od koloru tego króla poprzedni (K♠️️) lub kolejny (K♥️️) gracz dobiera pięć kart. Żeby się obronić przed takim królem, należy wyłożyć innego króla (karty się sumują, wskutek czego atakujący dobiera 10 kart), a K♥️️ K♠️️ mogą zostać zablokowane królami niebitnymi K♣️️ K♦️.

- A♠️️ A♥️️ A♣️️ A♦️ – gracz może zażądać zmiany koloru (zmiana koloru przez asa dotyczy gracza następnego, a nie całej kolejki graczy, tak, jak w przypadku waleta). Czasem można się przed tym bronić kładąc więcej niż jedną kartę tej samej wartości, np. trzy piątki (ostatnia logicznie jest innego koloru) lub położenie innego asa i zmianę koloru na inny. W niektórych wariantach ta zasada nie obowiązuje dam.

Czasem do talii dorzucany jest również joker, który zastępuje dowolną wybraną przez graczy kartę (w tym także karty funkcyjne – co oznacza możliwość łączenia np. dwóch K♥️️ lub K♠️️). Gracze dla zmniejszenia elementu losowości mogą grać z wyłączeniem jokerów albo ograniczeniem możliwych do zastąpienia figur.

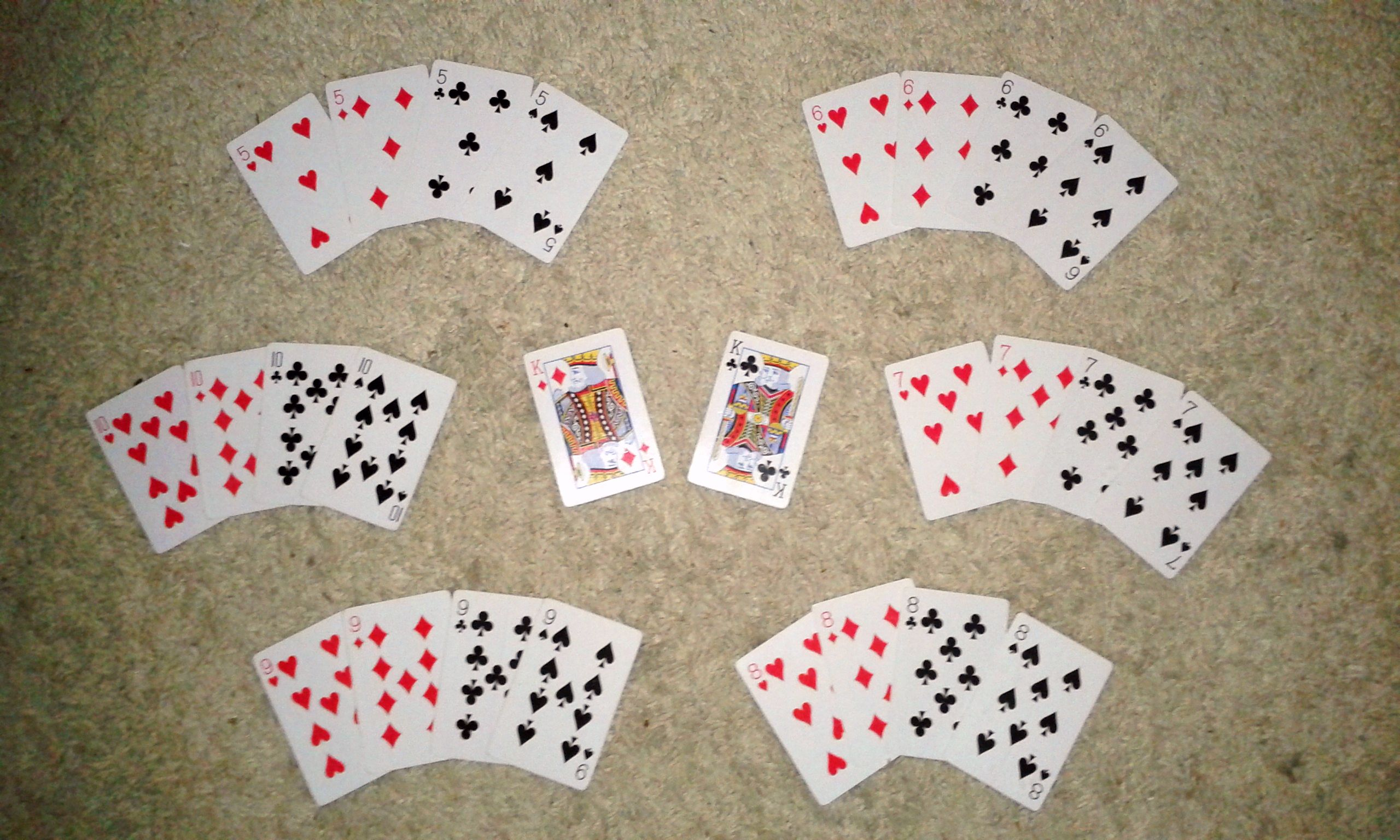
Karty niefunkcyjne: piątki, szóstki, siódemki, ósemki, dziewiątki, dziesiątki,.

Karty niefunkcyjne to zatem piątki, szóstki, siódemki, ósemki, dziewiątki, dziesiątki oraz K♣️️ K♦️.
Istnieją modyfikacje również tych reguł, np. w niektórych rejonach Polski obowiązuje zasada „piątka na wszystko, wszystko na piątkę”, zamiast „dama na wszystko, wszystko na damę” albo specjalna właściwość W♠️️ pozwalająca mu ignorować żądanie figury lub koloru przez rzuconą wcześniej kartę żądaniową, gdy żądanie zostało spełnione przez gracza uprzednio (tym samym zablokowano możliwość rzucenia innego waleta/asa). Czasami nawet występuje możliwość, że dana zasada obowiązuje warunkowo; najczęściej dotyczy to dam, które działają jako karty niefunkcyjne, oraz króli „bitnych”, które również tracą swoje zdolności, jeśli gracz wyłożył jako ostatnią kartę 3 albo 2, a gracz po nim wyłoży kartę, która ją kontruje, gracz następny musi wziąć sumę tych kart.

## Wersje zagraniczne

### Prší

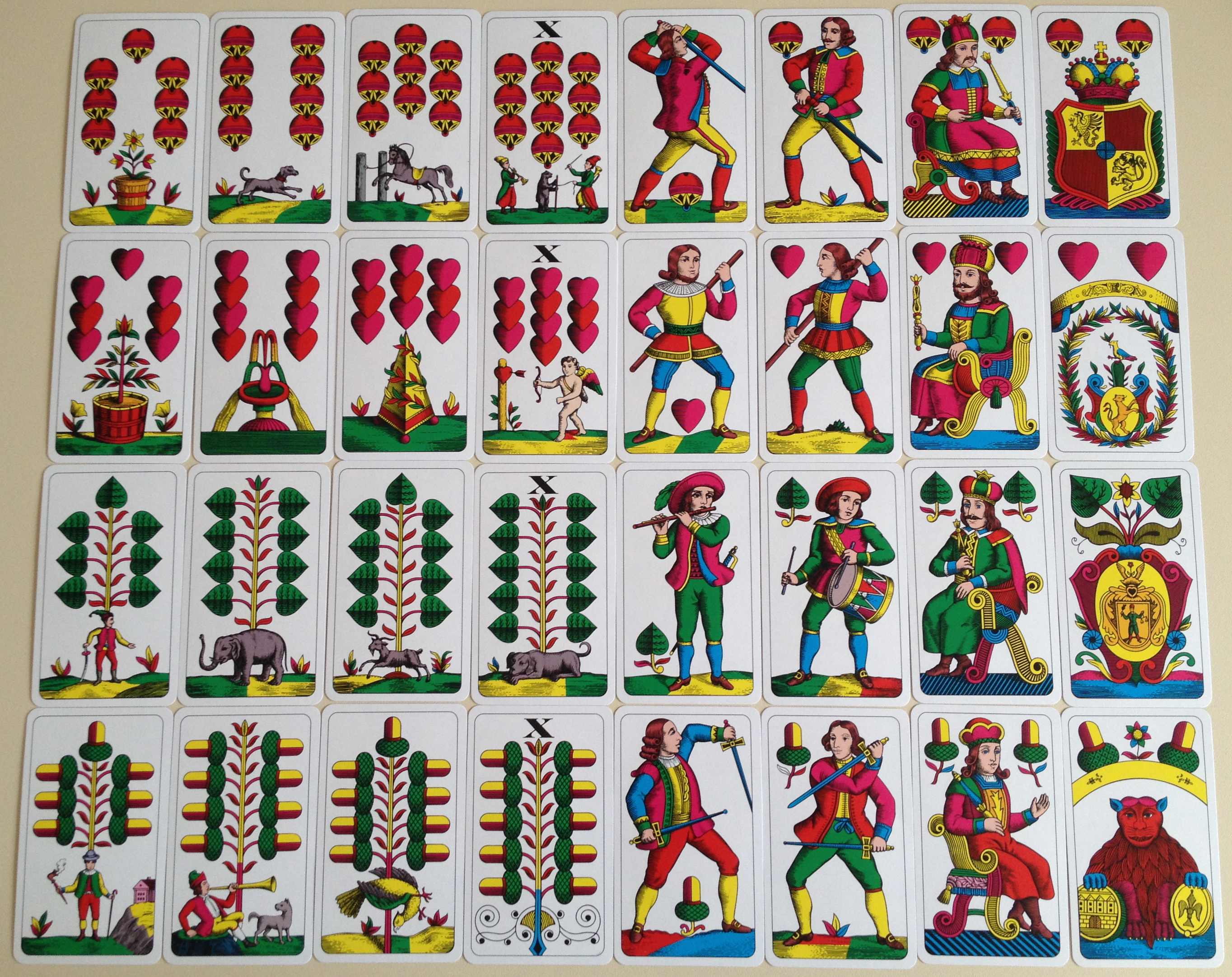
Pełna talia w typie praskim

Prší (cz. i słow. pada) jest powstałą w drugiej połowie XX wieku wersją makao graną w Czechach i na Słowacji. Zwykle w prší gra się od dwóch do pięciu osób za pomocą talii 32 kart (od siódemek do asów) typu niemieckiego, bądź ewentualnie zwykłego francuskiego. Celem gracza jest jako pierwszemu pozbyć się wszystkich kart w swej ręce – gdy jeden z graczy to zrobi, gra kończy się automatycznie dla innych (w Polsce gra jest kontynuowana). 
Na początku każdy z graczy otrzymuje od 4 do 6 kart (zależność regionalna), zaś pierwszą kartę z wierzchu reszty talii odwraca się i kładzie na środku stołu – na nią zrzucane są pozostałe karty. Gra się zgodnie z ruchem wskazówek zegara, a partię zaczyna osoba po lewej stronie rozdającego. Każdy z graczy kładzie na środek zawsze jedną kartę. Obowiązuje dorzucanie do wartości np. król do króla, bądź pod kolor np. kier do kiera. Jeśli gracz nie ma w ręce żadnej karty, która pasowałaby do obydwu przypadków, musi z wierzchu talii dobrać jedną kartę. Gdy talon się skończy, należy ze stosu odłożyć wierzchnią kartę i pozostałe przetasować jako nową talię. 
Podobnie jak w polskiej wersji, w prší występują karty funkcyjne:

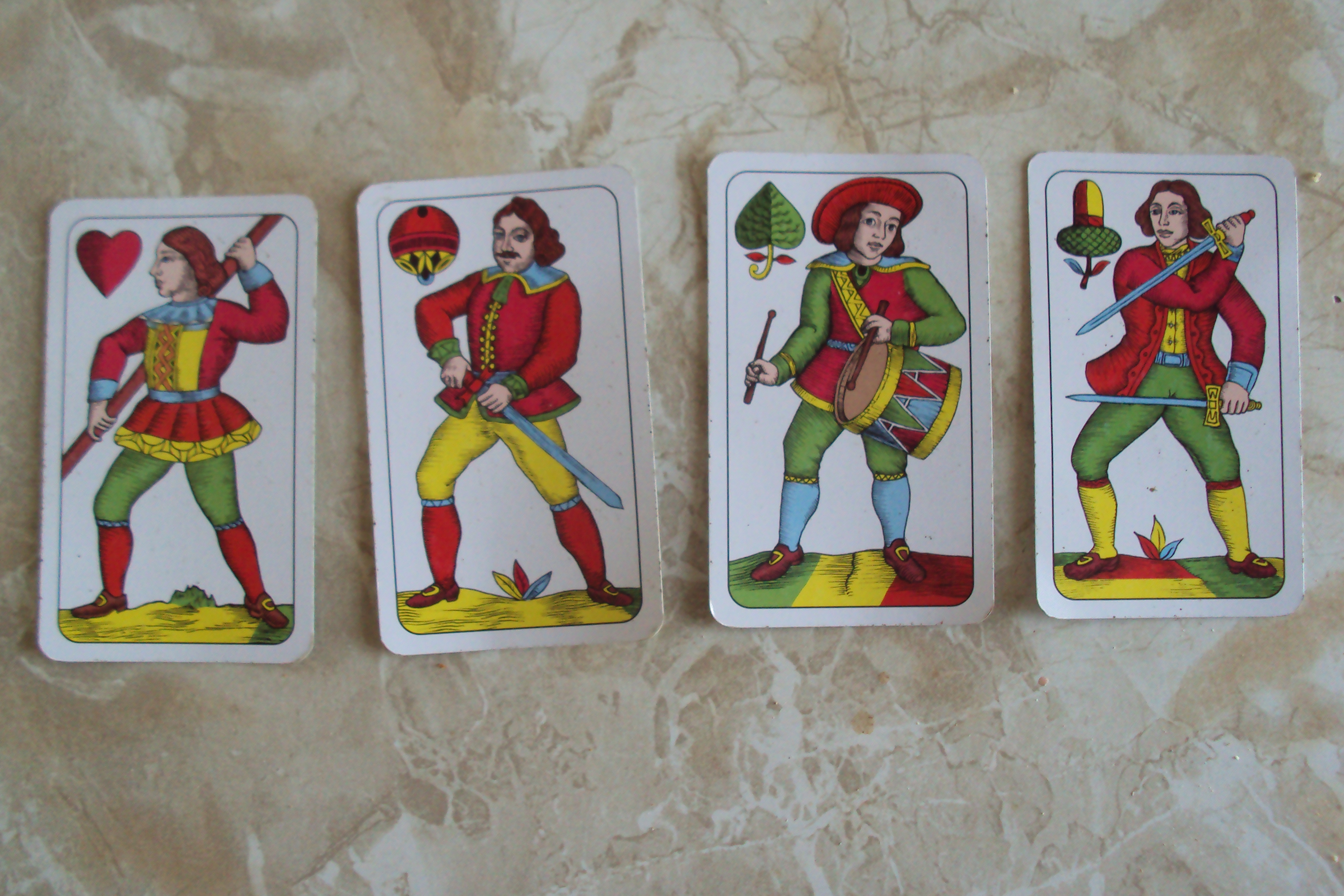
Cztery wyżniki z talii typu praskiego

- as – następny gracz traci kolejkę; obronić się można innym asem, przy czym kolejki nie sumują się

- dama/wyżnik – zmienia aktualny kolor i może być położona na jakąkolwiek inną kartę (np. dama trefl na ósemkę pik); obronić można się za pomocą innej damy – jeśli nie będzie się posiadać albo innej damy albo karty w wyznaczonym kolorze, to trzeba dobrać kartę

- siódemka – następny gracz bierze 2 karty, ale może się obronić, jeśli w ręce aktualnie posiada inną siódemkę, wówczas liczba kart do wzięcia sumuje się: kolejny gracz bierze 4 karty itd.

Nie można się bronić przed tymi kartami nawet wtedy, gdy pierwszą dobraną jest karta o tej samej wartości.
Pozostałe karty (ósemki, dziewiątki, dziesiątki, walety/niżniki i króle) są zatem kartami niefunkcyjnymi. 
Gracz, który pozbędzie się wszystkich kart, ogłasza to mówiąc „Prší”. Reszta graczy otrzymuje punkty karne za posiadane karty:
- za asa – 11
- za króla – 4
- za damę/wyżnika – 3
- za waleta/niżnika – 2
- za karty liczbowe odpowiednio do wartości.

### Mau-Mau
Mau-Mau jest wersją makao występującą w Austrii i Niemczech. Zasady są podobne do czeskiego prší – różnice zwykle dotyczą liczby kart w talii (w Mau-Mau gra się zarówno talią 32 kart, bądź pełną, liczącą ich 52) oraz liczby kart funkcyjnych. Do kart specjalnych dochodzi jeszcze ósemka, za pomocą której odwraca się kierunek gry - następnym zagrywającym jest osoba siedząca po prawej (gra toczy się od tej pory odwrotnie jak z ruchem wskazówek zegara); przed ósemką można obronić się jedynie inną ósemką, a wtedy kolejność zagrywania wraca do normalności, czyli następnym w kolejności graczy jest ten siedzący po lewej. Także tutaj obowiązuje bezwzględne zakończenie gry wraz z wygraną osoby, która pierwsza pozbyła się wszystkich kart, deklarując to odzywką „Mau-Mau”. Zwycięzca otrzymuje punkty zliczone z kart, jakie w chwili jego wygranej posiadali przeciwnicy:
- karta numerowana – zgodnie z jej wartością
- król i walet – 10 punktów
- as – 11 punktów
- dama – 50 punktów

### 101
101 (ros. Сто один, Sto odin) to rosyjska wersja makao, zwana także czeskim durniem (ros. Чешский дурак, Cieszskij durak). Podobnie jak jej polska wersja gra ta posiada wiele wariantów, także w zależności od źródła zasad albo regionu. W 101 gra się za pomocą talii 36 kart (od szóstki do asa) bądź ewentualnie całą talią. Celem jest pozbycie się wszystkich kart. Przegrywa gracz, który zbierze 101 punktów.
Każdy gracz otrzymuje pięć kart, resztę talii kładzie się na bok i z niej będzie się dobierać. Pierwszą grę rozpoczyna losowo wybrany gracz, a następne zwycięzca poprzedniej kładąc wybraną przez siebie kartę, na którą pozostali gracze w kolejności muszą się dorzucić albo zgodnie z wartością, albo pod kolor. Jeśli nie ma się pasującej karty, to należy wziąć pierwszą z wierzchu talii i jeśli pasowałaby, to można ją wyrzucić na stosik. Gdy zebrana karta nie pasuje, wówczas kartę rzuca kolejny gracz. Jeśli talon się skończy, to należy odłożyć wierzchnią kartę ze stosu i pozostałe przetasować. W 101 występują następujące karty specjalne:
- as – następny gracz traci kolejkę, jeśli nie ma asa
- król pik – następny gracz bierze 4 karty i traci kolejkę
- dama – zmienia dorzucany kolor, może być położona na każdą kartę niezależnie od koloru
- dziesiątka – zmienia kierunek gry
- siódemka – następny gracz bierze 2 karty, jeśli nie ma innej siódemki
- szóstka – zagrywający nią gracz musi położyć dodatkowo inną szóstkę lub kartę tego samego koloru; jeśli nie ma takiej karty, to musi dobrać z wierzchu talii aż do skutku

Jeśli któryś z graczy zwycięży, to pozostali muszą policzyć punkty karne z kart, które trzymają aktualnie w ręce:
- za asa – 11
- za króla – 4
- za damę – 3
  - jeśli wygrywającą kartą była dama, to każdy liczy sobie dodatkowo 20 punktów (jeśli dama kier - 40)
  - jeśli jeden z graczy ma tylko jedną kartę i jest nią dama, to otrzymuje 50 punktów karnych
- za waleta – 2
- za dziesiątkę – brak (w niektórych wersjach liczy się 10)
- za pozostałe karty – po ich wartości numerycznej

Grę przegrywa ten gracz, który posiada 101 lub więcej punktów karnych.

## Wariacja Pławińska
Wersja gry wynaleziona w Pławnie. Reguły nieco różnią się od tych opisanych powyżej, a specjalne karty akcji nieco zmieniają grę. W tej grze można stworzyć scenariusz zwany wojną i oszustwem, aby gracze poprzez granie specjalnymi kartami zwiększyli liczbę kart przeciwników.
- Wojna rozpoczyna się, gdy rozegrana zostanie jedna z kart: 2, 3, król pik (do poprzedniego gracza) lub król kier co spowoduje dobranie kart (odpowiednio dwie, trzy i pięć kart) przez następnego gracza. Kiedy rozpoczyna się wojna, gracze mogą grać dowolne 2 i 3, gdyż figura i wartość są ignorowane podczas wojny. Gracze mogą również położyć król pików (do poprzedniego gracza) i król kier, niezależnie od koloru na talii i wartości kart, o ile są to 2, 3 lub wspominani Królowie. Królową kier można położyć w dowolnym momencie podczas wojny, aby ją zatrzymać. W tej odmianie gry gracze często mogą zebrać aż 20 kart (wszystkie sumują się, np. 2 + 3 + 2 + Król pików + Król serca = 17).
- Gdy Król pik jest położony, poprzedni gracz musi zebrać 5 kart lub zagrać inną kartę wojny (dowolne 2, 3, Król Kier, Król pików (dla poprzedniego gracza). Jeśli rozegrany zostanie Król pik, następny gracz jest tym, który grał oryginalnego Króla pik.
- Joker zastępuje dowolną kartę.
- Jeśli zostanie zagrany Walet lub As, gracz umieszczający Waleta lub Asa może żądać wartości karty (w przypadku Waleta) lub koloru (w przypadku asa). Różnica polega na tym, że kolor jest ignorowany i każdy Walet może zostać umieszczony na dowolnym Asie, a każdy As może zostać umieszczony na dowolnym walecie, ignorując wybrany kolor lub wartość poprzedniego gracza.
- Minimum dwie karty (lub więcej) o tej samej wartości mogą być zagrane razem.
- Jeśli zostanie zagrana 4, rozpoczyna się część oszustwa, a następny gracz w sekwencji musi odczekać kolejkę, chyba że ma 4 (jeśli nie ma 4 lub nie zdecydował się położyć 4 (nie pobiera karty z talii)), w którym to przypadku może dołożyć następną 4, a następny gracz w sekwencji musi opuścić kolejkę, chyba że ma 4, w takim przypadku może ją dodać i tak dalej. Jeśli nikt nie ma 4, to ostatni gracz, który położył 4 gra tyle razy, ile jest 4. Na przykład, jeśli istnieją cztery 4 po ostatnim graczu, który zagrał 4, gracz musi zagrać cztery razy. Uwaga: Ostatni gracz zagra cztery razy przeciwko niemu samemu, w tym także wszystkie karty akcji, będą dotyczyć samego gracza. Oszustwo jest wtedy, gdy ktoś nie chce grać 4, ale ma go i może zagrać 4, po tym, jak wszyscy powiedzieli, że nie mają 4, powodując, że ten gracz ma więcej kolejek.

### Rozgrywka
Dwóch lub więcej graczy otrzymuje po 5 kart; następnie górna karta z talii jest umieszczana na stole. Gra zaczyna się od lewej strony krupiera.
Kolejna zagrana karta musi być tego samego koloru lub tej samej wartości, co karta na stole. Na przykład, jeśli 7 pik leżało na stole, gracz może zagrać 9 pik lub 7 trefl, lub dowolną inną kartę, która pasuje do 7 lub pik. Jeśli gracz nie może zagrać karty, musi dobierać z talii.
Karty nie mogą być kładzione razem po kolei, tj. 5 pików, 6 pików, 7 pików, 7 kier, 8 kier, 8 pik, ale co najmniej dwie karty o tej samej wartości mogą być zagrane.
Kiedy gra się kartą akcji, gracz obok (lub poprzedni gracz zależy od karty akcji) w sekwencji musi ukończyć akcję lub dodać ją, aby przekazać ją kolejnemu graczowi w sekwencji. W przypadku gdy graczowi zostanie jedna karta musi on powiedzieć „Makau!”. Jeśli gracz zapomni powiedzieć „Makau” przed następnym graczem, gracz musi dobrać 5 kart. Zwycięzcą gry jest pierwszy gracz, który pozbędzie się wszystkich kart; w przypadku więcej niż 2 graczy, rozgrywka trwa, dopóki tylko jeden gracz nie będzie miał kart. W przypadku mistrzostw w Makau, gdy pierwszy gracz pozbędzie się wszystkich swoich kart, wygrywa, a gra się zatrzymuje. Zwycięzca tasuje karty i rozpoczyna się nowa gra. Jeden punkt zostaje przydzielony zwycięzcy.
Aby uniknąć wątpliwości: Jeśli gracz zagra Króla pik i Króla Kier z Królem Kier na wierzchu, następny gracz odbierze 5 kart, ponieważ karta na górze ma pierwszeństwo w tym przypadku.

### Wojna
W tej grze można stworzyć scenariusz zwany wojną i oszustwem, aby gracze poprzez granie specjalnymi kartami zwiększyli liczbę kart przeciwników.
Wojna rozpoczyna się, gdy rozegrana zostanie jedna z kart: 2, 3, król pików (do poprzedniego gracza) lub król kier co spowoduje dobranie kart (odpowiednio dwie, trzy i pięć kart) przez następnego gracza. Kiedy rozpoczyna się wojna, gracze mogą grać dowolne 2 i 3, gdyż figura i wartość są ignorowane podczas wojny. Gracze mogą również położyć król pik (do poprzedniego gracza) i król kier, niezależnie od koloru na talii i wartości kart, o ile są to 2, 3 lub wspominani Królowie. Królową kier można położyć w dowolnym momencie podczas wojny, aby ją zatrzymać. W tej odmianie gry gracze często mogą zebrać aż 20 kart (wszystkie sumują się, np. 2 + 3 + 2 + Król pików + Król serca = 17)
Gdy Król pik jest położony, poprzedni gracz musi zebrać 5 kart lub zagrać inną kartę wojny (dowolne 2, 3, Król Kier, Król pik (dla poprzedniego gracza)). Jeśli rozegrany zostanie Król pik, następny gracz jest tym, który grał oryginalnego Króla pik.
Każda królowa może zostać umieszczona na dowolnej karcie wojennej, niezależnie od aktualnego koloru. Poniższa sekcja przedstawia działanie każdej Królowej.

### Karty akcji
2, 3, Król Pik, Król Kier – karty wojenne, które powodują, że gracze zbierają karty (odpowiednio 2,3,5).
Jeśli zostanie zagrany Walet lub As, gracz umieszczający Waleta lub Asa może żądać wartości karty (w przypadku Waleta) lub koloru (w przypadku asa). Różnica polega na tym, że kolor jest ignorowany i każdy Walet może zostać umieszczony na dowolnym Asie, a każdy As może zostać umieszczony na dowolnym walecie, ignorując wybrany kolor lub wartość poprzedniego gracza.
Królowa Kier – zatrzymuje wojnę i powoduje, że gracz nie dobiera żadnych kart.
Królowa Karo – następna osoba jest pomijana (także podczas wojny).
Królowa Pik – kolejność rozgrywek zmienia kierunek (także podczas wojny).
Królowa Trefl – gracz może wybrać kolejnego gracza, włączając w to siebie (także podczas wojny).
Jeśli zostanie zagrana 4, rozpoczyna się część oszustwa, a następny gracz w sekwencji musi odczekać kolejkę, chyba że ma 4 (jeśli nie ma 4 lub nie zdecydował się położyć 4 (nie pobiera karty z talii)), w którym to przypadku może dołożyć następną 4, a następny gracz w sekwencji musi opuścić kolejkę, chyba że ma 4, w takim przypadku może ją dodać i tak dalej. Jeśli nikt nie ma 4, to ostatni gracz, który położył 4 gra tyle razy, ile jest 4. Na przykład, jeśli istnieją cztery 4 po ostatnim graczu, który zagrał 4, gracz musi zagrać cztery razy. Uwaga: Ostatni gracz zagra cztery razy przeciwko niemu samemu, w tym także wszystkie karty akcji, będą dotyczyć samego gracza. Oszustwo jest wtedy, gdy ktoś nie chce grać 4, ale ma go i może zagrać 4, po tym, jak wszyscy powiedzieli, że nie mają 4, powodując, że ten gracz ma więcej kolejek.
Joker zastępuje dowolną kartę.